# (19691) Iwate
(19691) Iwate est un astéroïde de la ceinture principale.

## Description
(19691) Iwate est un astéroïde de la ceinture principale. Il fut découvert le 5 septembre 1999 à la station Anderson Mesa par le programme LONEOS. Il présente une orbite caractérisée par un demi-grand axe de 2,74 UA, une excentricité de 0,06 et une inclinaison de 5,5° par rapport à l'écliptique.

## Compléments